# Двооб'єктивна дзеркальна камера

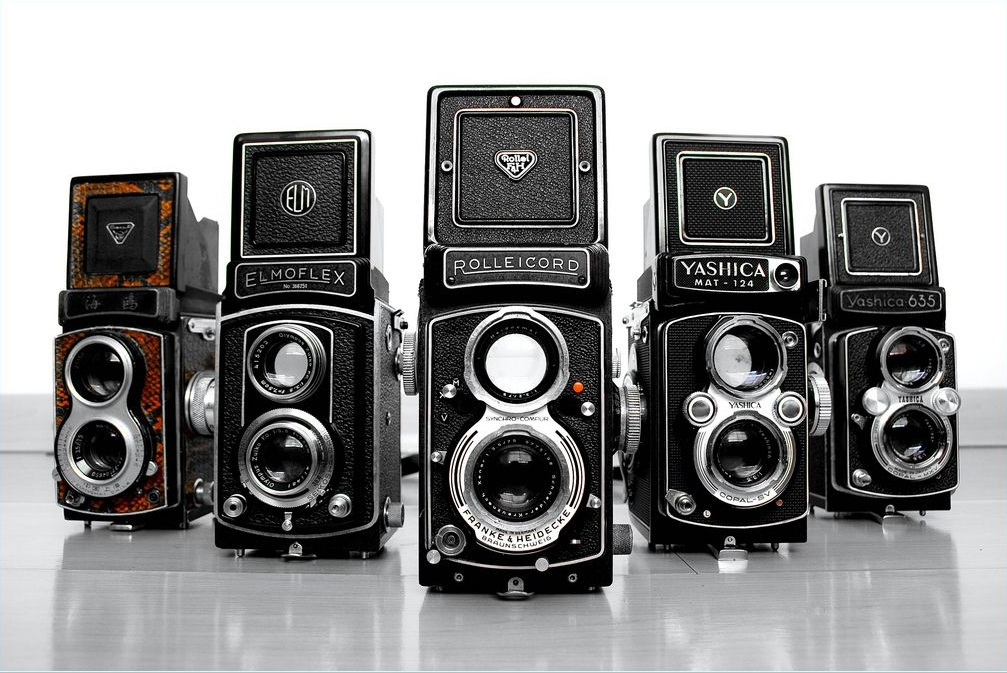
Двооб'єктивні дзеркальні камери німецьких та японських виробників

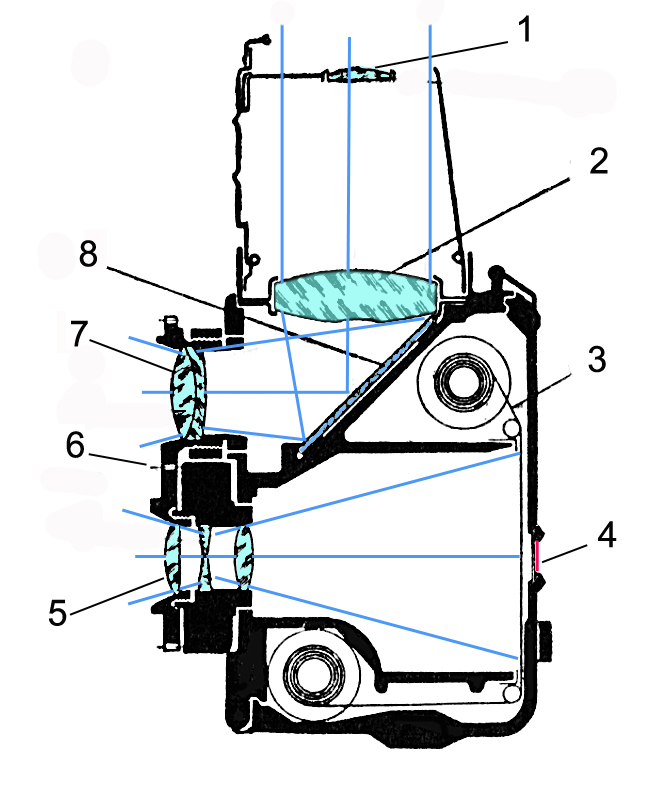
Схема двооб'єктивної камери «Любитель-2»:
1 — лупа; 2 — лінза видошукача; 3 -фотоплівка; 4 — віконце контролю кадрів на відкидній стінці камери; 5 — об'єктив камери та затвор; 6 — контактна точка зубців об'єктивів; 7 — об'єктив видошукача; 8 — дзеркало

Двооб'єктивна дзеркальна камера (англ. Twin-Lens Reflex Camera, часто виживане скорочення TLR) є одним із типів фотографічної камери, яка використовує два об'єктиви із однаковою фокусною відстанню. 
Один із об'єктивів містить механізм затвора і використовується для формування зображення на фотоплівці чи фонопластині. Додатковий об'єктив використовується у вузлі видошукача. Крім об'єктива вузол видошукача містить дзеркало, жорстко закріплене під кутом 45 градусів до оптичної осі об'єктива (звідси і слово дзеркальна у назві), та матове скло (фокусувальний екран), на якому об'єктив і формує видиме зображення. Також вузол видошукача може містити складку кришку-шахту. 
Обидва об'єктиви механічно зв'язані, завдяки чому при фокусуванні переміщуються вузли обох об'єктивів, і отже видиме для фотографа зображення, що формується на матовому склі відповідає зображенню, яке буде сформоване на плівці при відкриванні затвора. Проте багато моделей TLR-камер мають жорстко закріплені об'єктиви та не містять механізму фокусування (є моделями із фіксованим фокусом (англ. fixed-focus).
Типова TLR є середньоформатною плівковою фотокамерою та використовує плівку ролфільм формату 120 з квадратним форматом кадру 6×6 см, рідше 6×4,5 см або .
Радянська промисловість випускала двооб'єктивні дзеркальні камери із квадратним форматом кадру 6×6 см під марками «Комсомолец» та «Любитель».

## Дивись також
- Однооб'єктивна дзеркальна камера
- Любитель (фотоапарат)